# Gili Garabdi
Gili Garabdi – Ancient Secrets of Gypsy Brass er det fjerde studiealbum udgivet af det rumænske tolvmands roma Balkan brassband Fanfare Ciocărlia. Albummet er indspillet i 2005 i både Zece Prăjini i Rumænien, og Headroom Studio i Berlin, Tyskland – sidstnævnte også stedet hvor albummet blev mixet. Producere er Henry Ernst and Helmut Neumann. Albummet blev udgivet 2005 på Asphalt Tango Records.

## Sporliste
| Nr.           | Titel                    | Længde |
| ------------- | ------------------------ | ------ |
| 1.            | "007 (James Bond Theme)" | 3:09   |
| 2.            | "Alili"                  | 4:16   |
| 3.            | "Sirba moldoveneasca"    | 3:36   |
| 4.            | "Caravan"                | 4:24   |
| 5.            | "Ma Maren Ma"            | 3:52   |
| 6.            | "Hora arabeasca"         | 3:56   |
| 7.            | "Golden Days"            | 3:57   |
| 8.            | "Lume, lume"             | 4:26   |
| 9.            | "Sandala"                | 2:58   |
| 10.           | "Moldavian Mood"         | 3:27   |
| 11.           | "Hora evreiasca"         | 4:22   |
| 12.           | "Time Out"               | 0:19   |
| 13.           | "Godzila"                | 4:26   |
| 14.           | "Ibrahim"                | 4:00   |
| 15.           | "Rumba de la lasi"       | 2:46   |
| 16.           | "Alili (radio version)"  | 4:03   |
| Total længde: | Total længde:            | 58:06  |